# فندق بوسكولو بودابست
فندق بوسكولو بودابست، أوتوغراف كولكتيون هو فندق فخم في شارع غراند بوليفارد في إرزيبيت كوروت في بودابست، تحت إرزبيت كوروت 9-11، في المنطقة السابعة من بودابست، المجر.
كان المبنى معروف سابقاً باسم قصر نيويورك (بالمجرية: New York-palota), وقد شيد في عام 1894 من قبل شركة نيويورك للتأمين ‏ كمكتب رئيسي محلي.تم تصميمه من قبل المهندس المعماري ألاجوس هوزمان ‏، مع فلوريس كورب ‏ وكالمان جيرغل ‏. إفتتح المبنى في 23 أكتوبر 1894. كان مقهى نيويورك الشهير (بالمجرية:New York Kávéház) في الطابق الأرضي مركزاً طويلا للأدب والشعر المجري. وكانت التماثيل وغيرها من الزخارف تزين واجهة المبنى.
تم تأميم المبنى خلال الحقبة الشيوعية. بعد انهيار الشيوعية، تم شراء المبنى من قبل سلسلة فنادق بوسكولو ‏ الإيطالية في فبراير 2001. وتم تجديد المبنى بالكامل وإعادة فتحه في 5 مايو 2006 باعتباره فندقاً فاخراً مكوناً من 107 غرفة، كما تم تجديد المقهى بالكامل في الطابق الأرضي.

## معرض الصور

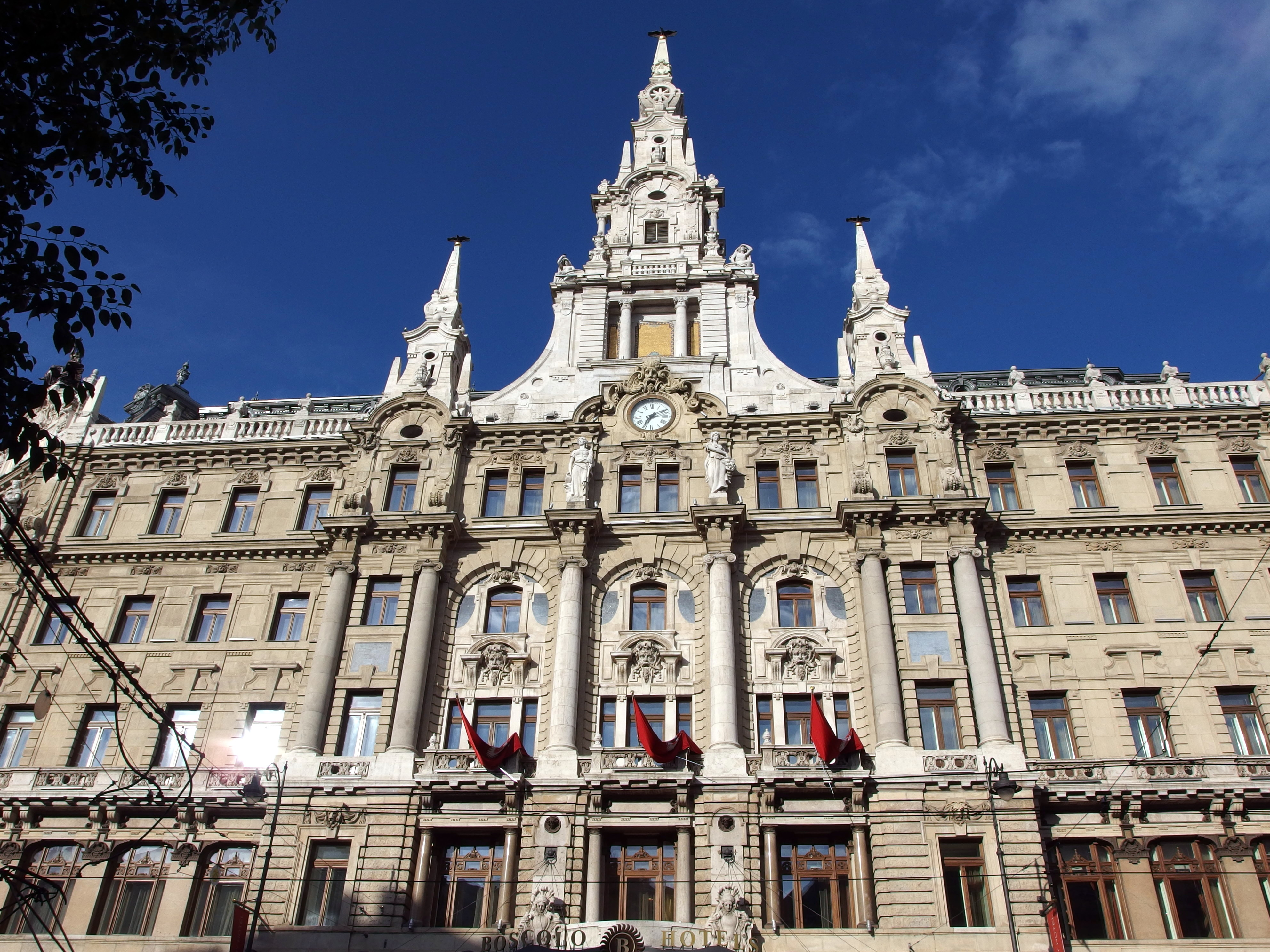
فندق بوسكولو بودابست
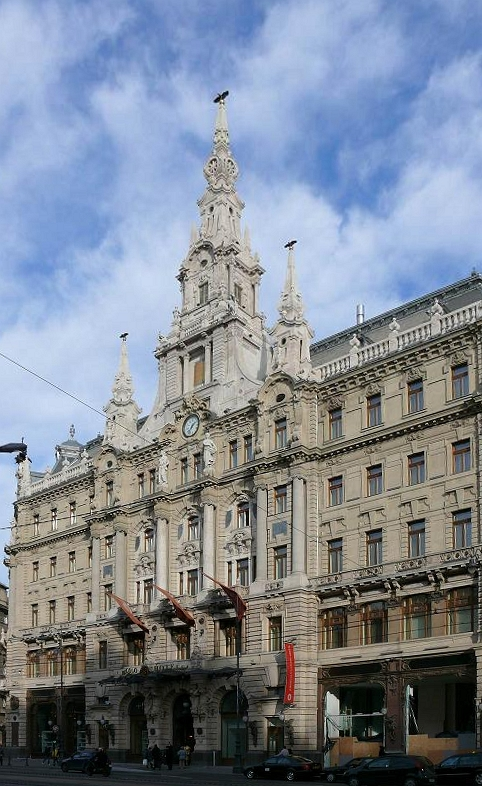
فندق بوسكولو بودابست
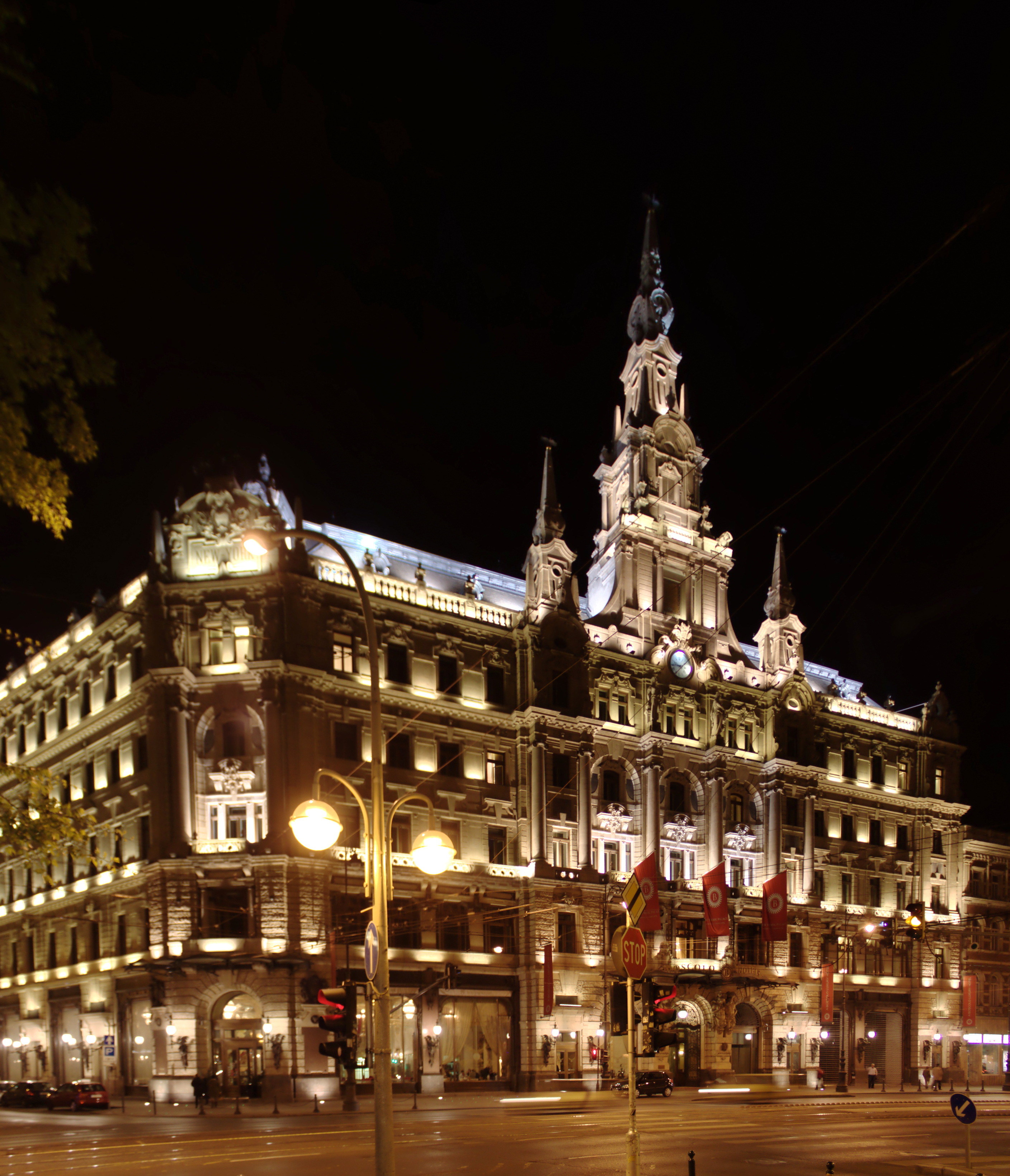
فندق بوسكولو بودابست في الليل
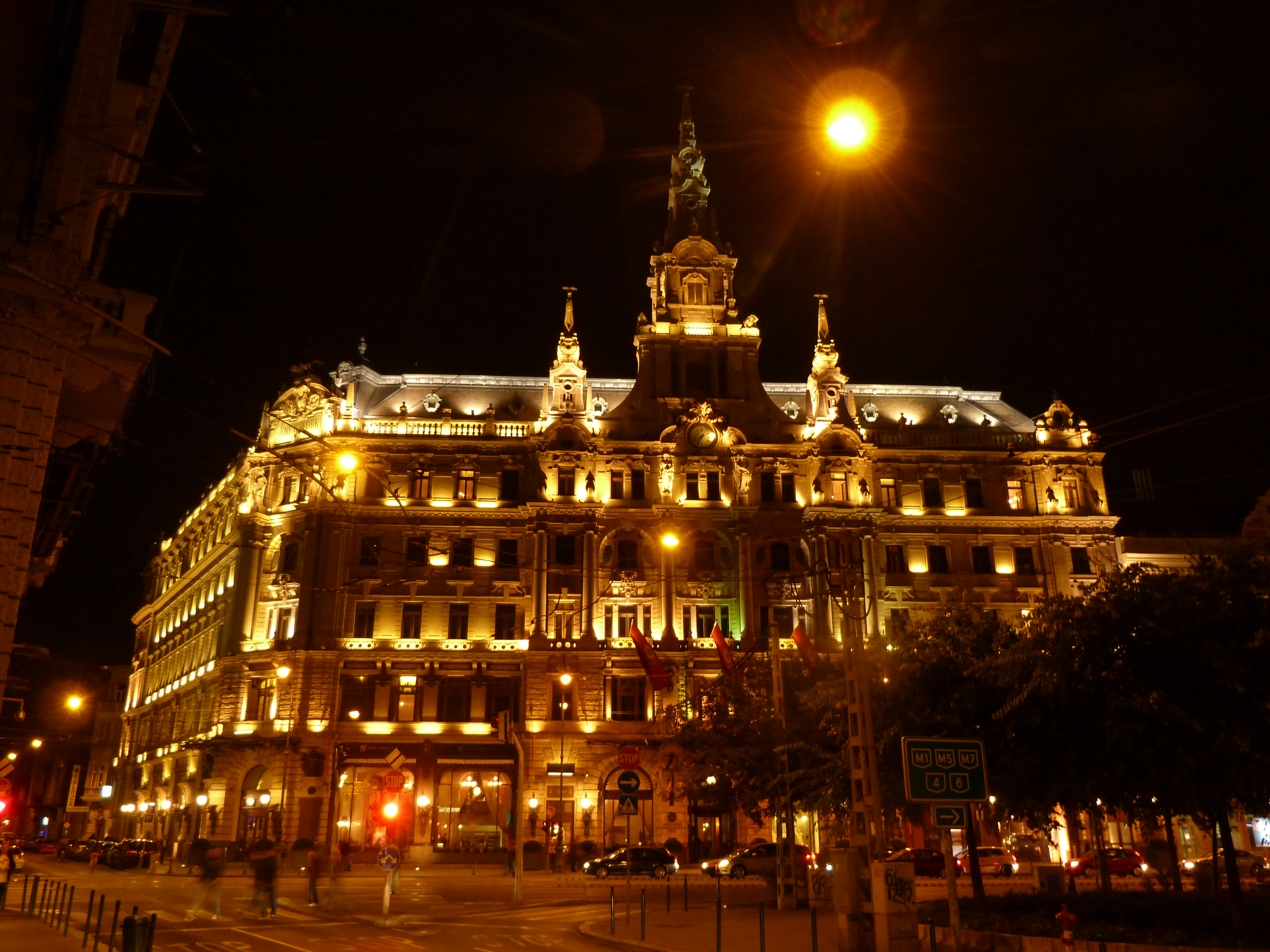
فندق بوسكولو بودابست
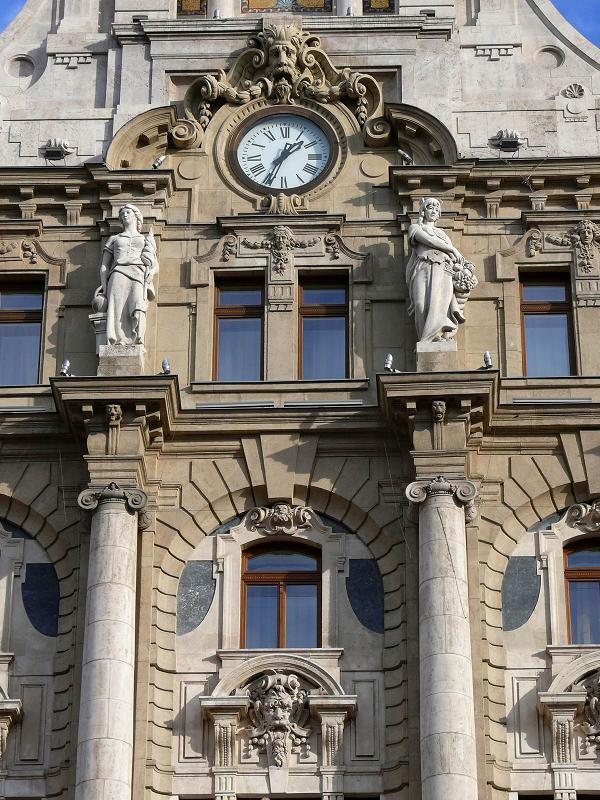
واجهة فندق بوسكولو بودابست
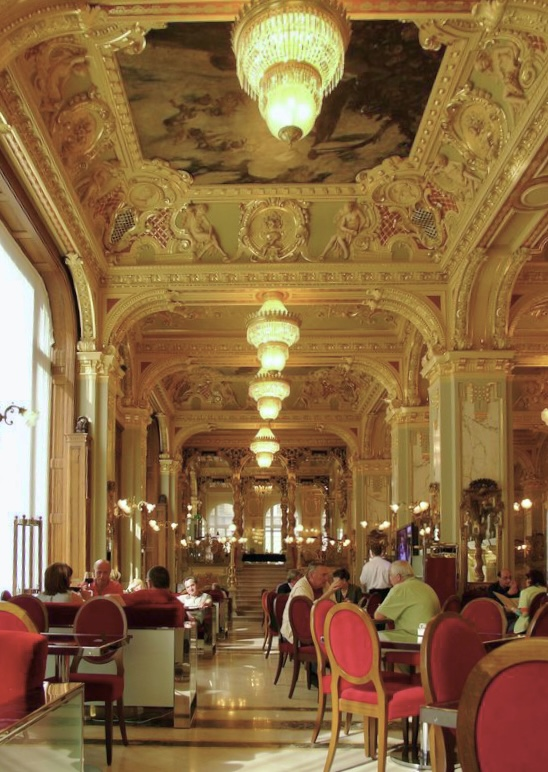
مقهى نيويورك

## وصلات خارجية
- Official site of Boscolo Budapest Hotel

‌